# ليزا مارتن
ليزا مارتن (بالإنجليزية: Lisa Martin)‏ هي منافسة ألعاب القوى أسترالية، ولدت في 12 مايو 1960 في غاولر في أستراليا.

## وصلات خارجية
- ليزا مارتن على موقع الاتحاد الدولي لألعاب القوى (الإنجليزية)
- ليزا مارتن على موقع النتائج التاريخية لألعاب القوى الأسترالية (الإنجليزية)
- ليزا مارتن على موقع اللجنة الأولمبية الدولية (الإنجليزية)
- ليزا مارتن على موقع أوليمبيديا (الإنجليزية)
- ليزا مارتن على موقع اللجنة الأولمبية الأسترالية (الإنجليزية)
- ليزا مارتن على موقع قاعة أستراليا للمشاهير الرياضية (الإنجليزية)